# Institut für Indogermanische Geistesgeschichte
Das Institut für Indogermanische Geistesgeschichte (IIG), bis 3. März 1941 „Institut für Arische Geistesgeschichte“, war eine Abteilung der von Alfred Rosenberg inaugurierten „Hohen Schule“.

## Hintergrund und Anfänge
Während Heinrich Himmlers „Forschungsgemeinschaft Deutsches Ahnenerbe“ bereits 1935 mit der Arbeit begonnen hatte und sehr erfolgreich arbeitete (1944 umfasste sie 40 Abteilungen), hatte die erst 1940 offiziell eröffnete „Hohe Schule“ mit großen Problemen zu kämpfen, sowohl beim Aufbau von Instituten wie beim Versuch, namhafte Wissenschaftler zu gewinnen.
Auch das Institut für Indogermanische Geistesgeschichte hatte große Startschwierigkeiten. Als Leiter war seit spätestens 1938 der Gräzist Richard Harder vorgesehen, der damals Ordinarius in Kiel war. Den Kontakt zu ihm stellte von Seiten des Amts Rosenberg der Pädagoge und Philosoph Alfred Baeumler her, der spätere Leiter der „Hohen Schule“. Das Amt selber verfügte damals noch nicht über die nötigen Sach- und Personalmittel, so dass andere Ressourcen aufgetan werden mussten. Die Planung sah deshalb vor, Harder auf einen Lehrstuhl an der Universität München zu berufen.
Harder ließ sich vermutlich von den Möglichkeiten verlocken, die ihm geboten wurden. Mit Unterstützung der NSDAP sollte es ihm möglich sein, große Forschungsaufgaben auf einem weiten Gebiet (Alter Orient, Vorindogermanische Kulturen des Mittelmeerraums, Indogermanistik, Klassische Altertumswissenschaft, Volkskunde der Deutschen und Slawen) anzugehen und zu koordinieren sowie die erforderliche Infrastruktur bereitzustellen. Schon vor seiner offiziellen Installierung hatte er im April 1940 in einer Denkschrift Grundzüge der Arbeit des Instituts festgelegt. Das Arbeitsgebiet wurde definiert als indogermanische Geistesgeschichte (Geschichte und Geistesgeschichte der Einzelvölker), als Ziel die Herausarbeitung des indogermanischen Kerns und seiner arischen Substanz sowie seiner geschichtlichen Abwandlungen. Hand in Hand damit gehen sollte die Erforschung des Nicht-Indogermanischen, vor und nach der Hochblüte der Indogermanen. Offenbar hat Harder eine Art Zentralinstitut für die gesamten Altertumswissenschaften vorgeschwebt. Das Institut solle untersuchen
1. die Auseinandersetzung der indogermanischen Einwanderer mit der Vorbevölkerung,
2. die indogermanischen Großleistungen in Griechenland,
3. die Konflikte mit der fremden Außenwelt: biologische Prozesse der Unterwanderung und Überfremdung, die teilweise zu Zerstörung von Kultur und Volkstum geführt haben.

Ideologisch erkannte er die Überordnung des Konstrukts einer Rassengeschichte an, abweichend von Rosenberg war er aber bereit, zur Untersuchung der nicht-indogermanischen Kultur über den europäischen Raum hinauszugreifen.
Noch näher am nationalsozialistischen Sprachgebrauch stand Harder in einem Abriss der Forschungsaufgaben vom Januar 1941 bei der Anmeldung des Etats. Er forderte hier eine „wirklich rassenkundliche Geistesgeschichte“ bei der „Sammlung und Auswertung der Zeugnisse über Rassenbeschaffenheit, Rasseninstinkt, Rassenbewußtsein und Rassenpolitik bei den alten Völkern nordischen Blutes.“ Als Forschungsgegenstände nannte er den altindischen Götterglauben, iranische Einflüsse in der Religion des Hellenismus, Kampf der griechischen Philosophie gegen das Christentum.
Die finanziellen Anträge waren großzügig ausgelegt, bei seinen Personalvorstellungen (später waren 18 Stellen geplant, davon 6 Professuren) war er nicht gewillt, Abschläge an der Wissenschaftlichkeit hinzunehmen. Für einzelne Fächer hat er vorgeschlagen z. B. Friedrich Matz, Siegfried Lauffer, Hermann Gundert, Franz Hampl, Herbert von Buttlar, Walter Marg, Friedrich Vittinghoff, Eberhard Otto, Heinrich Otto Schröder.
Die Berufung Harders blieb lange im üblichen Kompetenzgerangel von Ministerien, Parteistellen und Universität (Rektor und Senat) stecken. Da Rosenberg nicht über Mittel verfügte, sollte das Institut über die Stellen der aufgelösten Kath.-Theol. Fakultät finanziert werden, für die es auch andere Interessenten gab. Aber auch sachliche Einwände wurden vorgetragen, vor allem von der Fakultät, nicht gegen die Qualifikation des Leiters, aber gegen das weit gespannte Aufgabengebiet, das an vielen Stellen zu Überschneidungen in der Forschung führen musste.
Schließlich entschied das Reichswissenschaftsministerium. Minister Bernhard Rust erteilte am 14. Mai 1941 den Ruf an die Philosophische Fakultät der Universität München für das Fach Klassischen Philologie, verbunden mit der Genehmigung „zur Mitarbeit am Institut für Indogermanische Geistesgeschichte in München, Außenstelle der Hohen Schule“. Der Fakultät blieb nichts übrig als einzulenken. Harder selber konnte die Zwitterstellung gut nutzen, um sich Freiräume in seiner originär altphilologischen Tätigkeit zu schaffen.

## Ausgrabungstätigkeit
Die Planungen hatten schon immer epigraphische Studien nebst Ausgrabungen vorgesehen. Verwirklicht wurde ein Griechenlandaufenthalt im Sommer 1941, finanziert durch den Einsatzstab Reichsleiter Rosenberg, wobei topographische, archäologische und epigraphische Arbeiten in Chalkis und Sparta stattfanden. Natürlich waren auch dabei Zielkonflikte mit anderen Stellen nicht zu vermeiden, hier vor allem mit dem Deutschen Archäologischen Institut. Die Pläne Rosenbergs zur Altertumsforschung, die Ergebnisse im Sinn der Rassenideologie anstrebten, griffen in die angestammten Aufgaben des DAI ein. Harder bemühte sich um Konfliktlösung, musste aber schon hier erkennen, dass die Stellung Rosenbergs im Machtgeflecht nicht die stärkste war. Das zeigte sich auch beim Versuch, das Arbeitsgebiet auf die iranischen Altertümer in den besetzten Ostgebiete auszuweiten. Erreicht wurde wenig.
Am Ende seiner Tätigkeit waren am Institut neben der des Leiters acht Stellen besetzt; Mitarbeiter waren u. a. der Klassische Philologe Wolf Steidle, der Althistoriker Siegfried Lauffer und der Indologe Friedrich Otto Schrader. Angesichts der Probleme, die eigentlichen Pläne zu verwirklichen, wandte Harder sich enger der Universität und dem Vorlesungsbetrieb zu. Konkrete Forschungen oder gar Publikationen des Instituts sind nicht erfolgt. Harder versuchte, als er schon weitgehend zur Universität übergegangen war, einige Veröffentlichungen, z. B. ein Jahrbuch „Hellas und das Abendland“, das aber nicht über den Abschluss des Verlagsvertrags hinaus kam. Veröffentlicht wurden die so genannten „Institutsbriefe“, durch Versand an etwa 100 Fachgenossen, auch im Ausland, soweit dies möglich war. Erschienen sind offenbar vier „Briefe“ mit Studien Harders, von denen der Aufsatz über Tyrtaios später in seine „Kleinen Schriften“ aufgenommen wurde.